# Eschata
Eschata é um gênero de mariposa pertencente à família Crambidae.